# Johannes von Anethan
Johannes  Anethan, seit dem 27. März 1630 von Anethan  (* 13. Januar 1594 in Neuerburg im Eifelkreis Bitburg-Prüm; † 6. Mai 1668 in Trier) war Kanzler in Kurtrier und nahm an den Verhandlungen zum Westfälischen Frieden teil.

## Leben
Johann von Anethan war ein Sohn des aus Luxemburg stammenden Heinrich Anethan und dessen Ehefrau Anna Hensel. 
1621 schloss er mit Elisabeth Gobelius (* 1606, Tochter des Heinrich Gobelius, Kurtrierer Kanzler und der Margarethe von Veyder) die Ehe, aus der zwei Töchter und zwei Söhne, darunter der spätere Weihbischof Johann Heinrich von Anethan (1628–1693) hervorgegangen sind.
1638 heiratete er Anna Paccius (Tochter des Franz Paccius und Margarethe Dierdorf). Die Ehe brachte drei Töchter und einen Sohn.
Im Juli 1620 war er in Diensten Kurtriers und wurde dort im Jahr 1624 Rat und kaiserlicher Gesandter. In den Jahren von 1630 bis 1657 war er Kanzler und begleitete den Trierer Kurfürsten Philipp Christoph von Sötern zu den Kurfürstentagen nach Mühlhausen und Regensburg. Über einen Zeitraum von drei Jahren war er neben dem Gesandten Hugo Friedrich von Eltz Vertreter Kurtriers bei den Friedensverhandlungen in Münster.  Wegen eines Zerwürfnisses mit dem Kurfürsten ging er nach Luxemburg, kehrte aber 1649 nach Trier zurück, nachdem von Sötern gefangen genommen worden war. 
1663/1664 war er Vertreter Kurtriers auf dem Reichstag zu Regensburg 1663/1664.
Am 27. März 1630 wurde er durch den Kaiser Ferdinand II. in den Reichsadel erhoben und Kaiserlicher Hofpfalzgraf.
Als Anerkennung für seine Verdienste erwarb er verschiedene Güter und Lehen, so die Herrschaft Densborn damals zu Luxemburg gehörig. Seither gehört die Familie zu den wohlhabendsten und bedeutendsten unter den Trierer Beamtenfamilien.